# Тржич (община)
Община Тржич (словен. Občina Tržič) — одна з общин в північно-західній  Словенії. Адміністративним центром є місто Тржич.

## Населення
У 2010 році в общині проживало 15302 осіб, 7573 чоловіків і 7729 жінок. Чисельність економічно активного населення (за місцем проживання), 7729 осіб. Середня щомісячна чиста заробітна плата одного працівника (EUR), 831 (в середньому по Словенії 966.62). Приблизно кожен другий житель у громаді має автомобіль (51 автомобілів на 100 жителів). Середній вік жителів склав 41,8 роки (в середньому по Словенії 41.6). 